# Daddy Yankee
Ramón Luis Ayala Rodríguez (San Juan, 3 de febrero de 1976) conocido artísticamente como Daddy Yankee, es un cantante, compositor, productor discográfico, filántropo, locutor de radio y empresario puertorriqueño. Es considerado por los críticos y fanáticos de la música, como uno de los exponentes más significativos e influyentes en la historia del género reguetón. Yankee acuñó la palabra «reguetón» en 1991 para describir el género musical que estaba surgiendo en Puerto Rico y que posteriormente se expandiría internacionalmente.
Es uno de los artistas de música latina con más de 30 millones de ventas. En 2022, fue reconocido por como «Salón de la Fama» de Billboard. Fue reconocido como leyenda del género reguetón según la revista Rolling Stone.
En 2023, fue reconocido por Billboard en las giras más lucrativas de todos los tiempos. En 2024 el artista vendió su catálogo a Concord Records por 217 millones de dólares.

## Primeros años
Yankee creció en una familia de músicos. Su padre era un bongosero, nacido en 1946 (un percusionista de salsa), la familia de su madre incluía numerosos músicos, y él mismo cantó desde muy temprana edad, con un don para la improvisación. A medida que creció, se interesó por el hip-hop en español, especialmente por los temas socialmente conscientes de Vico C, y se vio cada vez más atraído por la vida en la calle de su vecindario, el proyecto de viviendas Villa Kennedy en San Juan.El apodo de «yankee» surgió del argot puertorriqueño para alguien que es grande en lo que hace.

## Carrera musical

### 1995-2000: inicios y consolidación musical
Apareció por primera vez en el mixtape de DJ Playero de 1992, Playero 34, con la canción «So' Persigueme, No Te Detengas». En 1992, sufrió un altercado debido a una balacera que se formó cerca del barrio donde vivía el artista; en donde no estaba relacionado, pero unas de las balas impactaron en su pierna, dejándolo herido y sangrando, para suerte, la bala no lo dejó en mal estado pero sí sin los sueños que tenía él mismo sobre ser un jugador profesional de béisbol, ya que la música para él era un pasatiempo; posteriormente seguiría definitivamente los rumbos musicales.
Lanzó su EP debut No Mercy en 1997, nuevamente trabajando con DJ Playero, por lo que en ese mismo año participaría en la producción Playero 39, en 1996, nuevamente participaría en las producciones de este productor, participando de esta manera en Playero 40 con tres canciones. Este mismo año, formó un dúo musical con el rapero Mexicano, compartiendo la tarima en varios shows, pero debido a diferencias personales se separarían al poco tiempo.
En 1997 también sucede un suceso importante en la carrera del artista, ya que en este mismo año, se publicó la producción Boricua Guerrero, que constaba en colaboraciones de artistas norteamericanos y puertorriqueños, en el que Yankee colaboraría con Nas en la canción «The Prophecy». Durante 1997, Yankee publicaría su primera producción como productor titulada El Cartel, el cual contó con el sencillo «Posición» con Alberto Stylee, dicha canción aparecería dentro del soundtrack de la película One Tough Cop, en donde también se incluyó un nuevo sencillo del cantante.

### 1999-2003: Los Cangris con Nicky Jam
En 1999 participó en la producción La misión con el sencillo «Mujeres que no bailen», dicha producción consiguió disco de oro y a finales de ese año, junto a Jam, optarían por comenzar una carrera como dúo, sin dejar sus carreras como solistas. Durante el año 2000, Yankee y Jam, aparecieron como dúo por primera vez en la producción Royal Family con el sencillo «Ven Yal», y durante 2001, con su participación en la producción Gargolas 3 del productor Alex Gárgolas con el sencillo «Donde están las gatas», consolidarían sus carreras, y a finales de ese año, Yankee lanzó El Cartel 2 en 2001, su segundo álbum como productor.
Durante 2002, siguió su carrera como solista, pero este año lanzaría su primer álbum de estudio titulado El Cangri.com, con las canciones «Ella está soltera» y «Guayando», en donde Jam participaría en ambas, el mismo Jam comentó durante una entrevista que esta última es una de sus canciones favoritas en toda su carrera. Aunque en 2003 publicaría los sencillos «Cojela que va sin jockey» y «Aquí está tu caldo», con los que ganaría bastante reconocimiento, ese mismo año, lanzó su primer álbum recopilatorio titulado Los Homerun-Es en donde reversionó sus primeros hits desde 1998.
En el transcurso de su carrera ha experimentado con ritmos como el rap, merengue, salsa, pop y dance, pero sus mayores éxitos a nivel internacional le han llegado cuando ha compuesto e interpretado sus ya famosas canciones de reguetón. Este cantante recibe diversos sobrenombres dentro de la industria musical, en estos circuitos es conocido como 30-30 por el mensaje que contienen las letras de sus canciones, un certero retrato de muchos aspectos de la vida cotidiana de Puerto Rico. También se ha ganado el título de «Rey de la Improvisación» por su habilidad creativa, virtud con la cual ha sido ganador durante cinco años seguidos de diversos Street Jam Reggae Awards.

### 2004-2008:Barrio finoy éxito mundial
El disco es considerado el mejor álbum de la historia del reguetón y uno de los mejores entre la música latina el que le abrió las puertas al género para el resto del mundo. Este álbum contó con la participación de Wisin & Yandel, Zion & Lennox, Andy Montañez, Tommy Viera, May-Be y Glory además de los mejores DJ y productores musicales del género de reguetón tales como: Luny Tunes, Los Jedis «DJ Urba & Monserrate», DJ Nelson, Eliel, Naldo, Echo & Diesel, etc. El álbum cuenta con los géneros bien marcados de Reggaeton y Hip Hop, mientras que las demás canciones presentan el famoso sonido del reguetón, pero mezclados con: Salsa, Dancehall, R&B, Merengue, etc.. Este álbum se hizo acreedor de premios Grammy Latinos, Billboard y muchos más, además de ser el álbum con más discos de platino certificados por la RIAA de la década. Por otro lado, su promoción fue realizada principalmente a través de varios conciertos y presentaciones en los escenarios más importantes del mundo como el Madison Square Garden y El Festival de Viña.

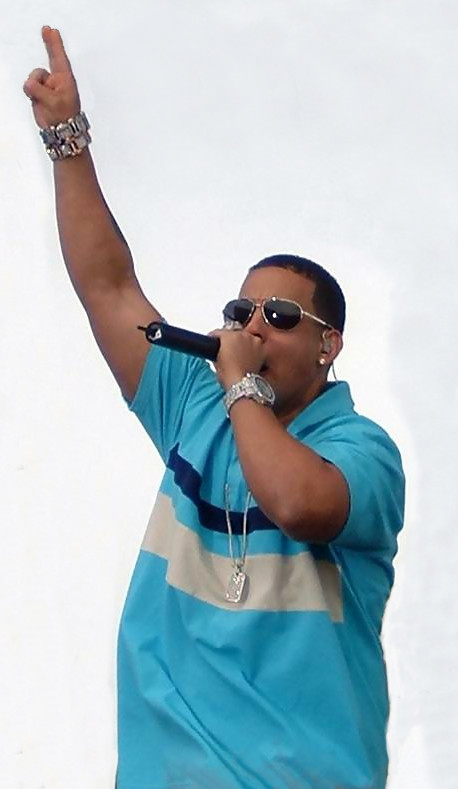
Daddy Yankee durante un concierto en 2006.

Recibió dos nominaciones en la 6.ª ceremonia de los Grammy Latinos en 2005, de los cuales obtuvo uno, mejor álbum urbano y su nominación de la mejor grabación del año por el sencillo «Gasolina». El álbum fue un éxito comercial, encabezó las listas de distintos países del mundo, entre ellos: Chile, Argentina, Puerto Rico, Perú, República Dominicana, Colombia y México. En los Estados Unidos, alcanzó las primeras posiciones radiales, asimismo, Barrio fino sigue vendiendo, actualmente van más de 8 millones de copias a nivel mundial.
Barrio fino en directo es un álbum de edición especial mitad en vivo y mitad de estudio, cuenta con cinco canciones inéditas, entre ellas el exitoso «Rompe», el dueto con Snoop Dogg en «Gangsta Zone» y con Paul Wall en «Machete Reloaded» y el sencillo «Machucando».
El álbum fue bastante popular con una venta de más de 500 000 copias en Estados Unidos, mundialmente se vendieron 3 millones de copias a tan sólo 5 meses de su lanzamiento. Su posición máxima en los Billboard 200 fue en la casilla N.º 24, mientras que en el Top Latin Albums tuvo la posición N.º 1, y se mantuvo en los charts por 38 semanas. Inicialmente el tema «Machucando» iba a ser lanzado en el disco Barrio fino, pero por falta de tiempo se decidió incluirlo en este disco. Rompe fue la canción latina más vendida en el Año con 1,6 Descargas en Estados Unidos y Barrio fino en directo fue el disco latino más vendido del Año 2006 en Estados Unidos.
Tuvo cuatro nominaciones a los Premios Lo Nuestro en las siguientes categorías: Artista del Año, Álbum del Año, y sus canciones «Rompe» y «Machucando» compitieron en la categoría Canción del Año. En los premios Premios Billboard de la música latina de 2006, el disco fue nominado al premio del álbum latino del año. Además en el mismo año ganó el premio MTV Latinoamérica 2006 como Artista del Año.
El álbum tuvo un relanzamiento/edición especial publicado el 4 de julio de 2006, titulándose Tormenta Tropical Vol. 1, el cual cuenta con diez temas, de los cuales dos temas sacados de la edición en vivo, los otros del álbum Barrio fino y algunos temas fueron remixeados, como «Rompe» y «Machete» y se juntó los temas King Daddy, Gasolina y Rompe en un solo sencillo.
El cartel: The Big Boss lanzado en 2007, bajo los sellos discográficos El Cartel Records, Machete Music e Interscope Records. Colaboran varios artistas, entre los cuales se destacan: Akon, Will.I.Am, Fergie de Black Eyed Peas, Héctor el Father, Nicole Scherzinger de The Pussycat Dolls, entre otros artistas. La producción estuvo a cargo de: Scott Storch, Tainy, Mr. Collipark, Just Blaze, entre otros.
En este disco se aprecian varios ritmos urbanos que predominan en el mundo, además Yankee trabajó con productores de: USA, Chile, República Dominicana y Puerto Rico, contiene varias letras en spanglish y múltiples colaboraciones anglosajonas. Este Disco Fue El disco latino Más vendido del Año 2007 en el mundo.
Talento de barrio es el tercer álbum con ese título, y el último, tuvo la primera colaboración con Don Omar después de seis años de guerra lírica y un junte exclusivo con el rapero Tempo, que fue grabada en 2007 y lanzada el mismo año, pero en baja calidad.
Según la revista Billboard, el álbum Barrio fino ha sido el más vendido de la década de 2000 en Estados Unidos, por encima de artistas como Shakira, Alejandro Sanz, Lil Wayne, etc. Entre la lista se colocó a Daddy Yankee en el primer puesto mientras le siguen la producción Barrio fino en directo con el tercer puesto. La producción de este disco tuvo colaboraciones como Zion y Lennox, Wisin y Yandel y el rapero Eddie Ávila (Eddie Dee) le ayudó a grabar las voces en el estudio de Daddy Yankee, además de componer las canciones «Gasolina» y «Machucando», entre otras. El cartel: The Big Boss se colocó también en la posición #39 lo que lo convierte en uno de los artistas de reguetón más influyente de los últimos diez años.

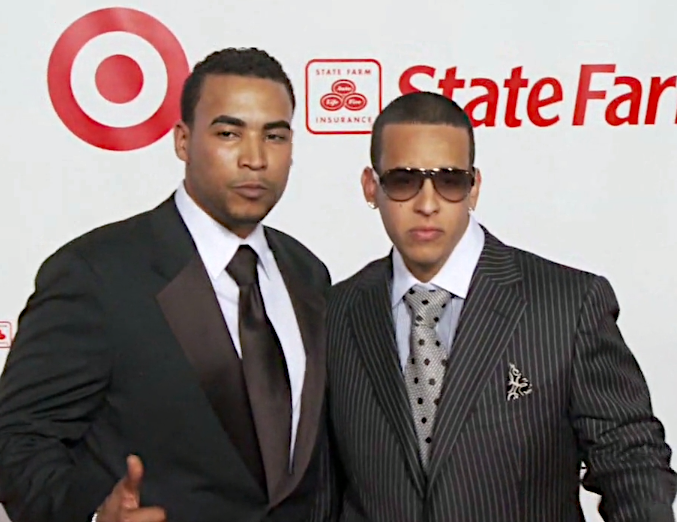
Don Omar (izquierda) y Daddy Yankee (derecha) en la alfombra de los Latin Billboard Music Awards en 2009.

### 2009-2012:Mundialy "Prestige"
Con pocas semanas en las listas de ventas, el álbum se colocó rápidamente en el primer puesto de la Lista Latina de Billboard. Es uno de los álbumes más comercializados de América, ya que Daddy Yankee postuló la canción «Grito Mundial» para que fuera la canción de la Copa Mundial de Fútbol de 2010, pero la FIFA quería obtener 100 % de los derechos de la canción y Daddy Yankee no aceptó esta condición, la Federación entonces decidió entre David Bisbal y Shakira, quedándose esta última con el honor, con la canción «Waka Waka».
El primer sencillo oficial de este álbum es «Grito mundial», el cual ya se puede escuchar desde la página oficial de Daddy Yankee, al igual que el segundo sencillo llamado «Descontrol», con un toque underground. La única colaboración externa en este disco es la de Tito el Bambino en la canción «Me enteré».

Se esperaba la aparición de Don Omar en el disco, pero por problemas con la disquera de Don Omar no se pudo incluir la canción «Desafío» que, no obstante fue todo un éxito.[cita requerida]

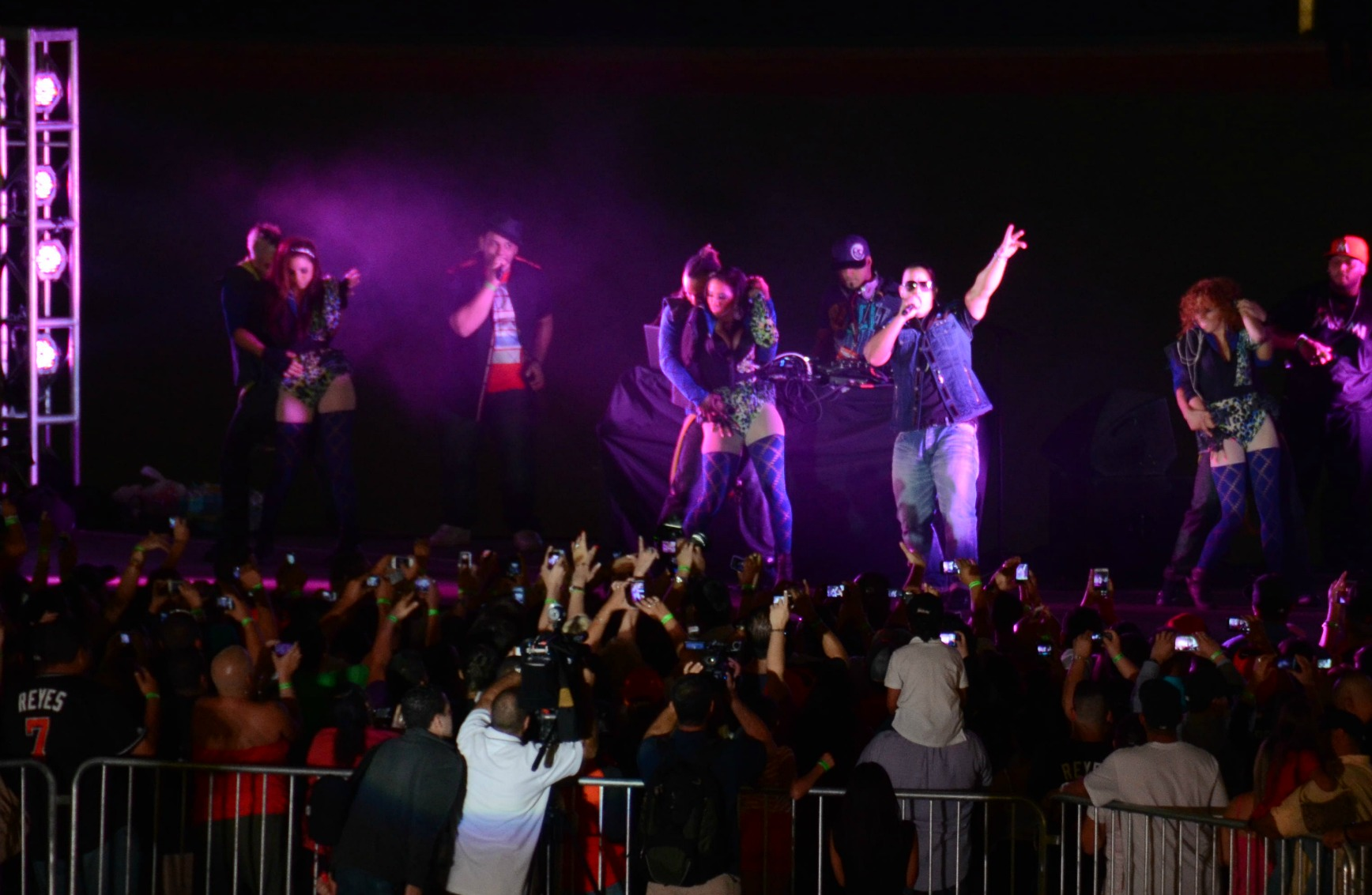
Daddy Yankee en un concierto posterior al juego en Marlins Park en 2012.

La razón de dicho inconveniente es la burocracia y problemas entre las discográficas de ambos artistas, a pesar de ellos Daddy Yankee declaró que nada impedirá que continúe trabajando con su colega Don Omar, añadiendo además que las canciones «Miss Independent» y «Desafío» podrían ser incluidas en el disco IDon: Prototype 2.0.
Daddy Yankee también había grabado un tema con Luis Fonsi titulado «Una Oportunidad». La canción refleja el lado romántico de Yankee, pero por la misma razón que Don Omar la canción fue excluida del álbum.
Daddy Yankee dio a conocer que su disco está lleno de muchas sorpresas teniendo ya su tema favorito llamado «Vida en la noche» diciendo también que habrá tiraeras, ritmos dancehall y que la grabación del video oficial de la Intro del disco será rodado junto con el de «Descontrol», tema que también iba a ser grabado en colaboración con Don Omar, explicándolo en la canción como referencia «junto a yo no tengo que hacer pauta, la gente sabe que yo soy la pauta».
«El Máximo Líder Mundial» trabajó en el vídeo musical de su tercer sencillo llamado «La Despedida», una pieza tropical que combina el reguetón con el mambo.
Después lanzó las versiones remixadas de «La despedida», con Tony Dize, y de «Estrellita de madruga», con Omega «El Fuerte», ambas producidas por Eli «El Musicólogo» y Menes en el estudio de El Cartel Records, el propio sello discográfico de Daddy Yankee.

### 2013-2015:King Daddy
El 29 de octubre de 2013, Daddy Yankee lanzó un mixtape titulado King Daddy, producido por Los De La Nazza (Musicologo & Menes), como parte de la serie Imperio Nazza Mixtapes y fue lanzado solo en formato digital. El mixtape se hizo debido a la gran demanda de los fanáticos y es un regreso a sus raíces originales del reguetón. Incluye 11 temas con colaboraciones de: J Álvarez, Arcángel, Yandel, Farruko y Divino. Según Ayala, King Daddy se grabó en dos semanas y media, porque hubo «mucha inspiración». La canción «La Rompe Carros» ha ganado popularidad entre el público, pero su sencillo de éxito fue «La Nueva y La Ex», publicado el 2 de febrero de 2014 en VEVO y que ha sido ampliamente recibido en toda América del Sur, Europa y América del Norte. Durante una conferencia de prensa a principios de este año, Daddy Yankee anunció el lanzamiento físico de King Daddy programado para finales de este año con 3 o 4 bonus tracks para un total de 14 o 15 canciones incluidas.
Del 13 de mayo al 22 de junio de 2014, Ayala actuó en su King Daddy Tour, recorriendo varias ciudades de Europa. También ha realizado giras por ciudades de América del Sur y del Norte. En España, sus conciertos se situaron en la cuarta posición del ranking de taquilla, siendo el primer artista latinoamericano en el top 5 de este país, por debajo de Iron Maiden y The Rolling Stones, y por encima de artistas como Beyoncé, Miley Cyrus y Michael Bublé.
El 17 de junio de 2014, se lanzó el sencillo «Ora Por Mí» (en español para «Pray For Me») como parte de los bonus tracks de King Daddy y utiliza el instrumental «Send Me An Angel» de los Scorpions, con un sample de rap. El video oficial de «Ora Por Mí» fue lanzado el 24 de junio de 2014. Fue filmado en muchos lugares de San Juan, Puerto Rico, y habla sobre la vida de Ayala y el lado oscuro de la fama. Según Ayala, es la canción más personal de su carrera. El 2 de septiembre de 2014, se lanzó otro sencillo llamado «Palabras Con Sentido» (en español para «Palabras con sentimientos»), que defiende el reguetón y la música urbana de todas las acusaciones de ser un «veneno de la sociedad». Daddy Yankee expresó que toda la música tiene algo bueno que dar, incluso la música urbana. En su sencillo, también dice que la música urbana salva vidas, como la suya, y la solución sería que las iglesias deben permanecer, los periodistas tienen que decir la verdad, los artistas tienen que tener más inspiración y los ricos tienen que ayudar a la gente pobre. El 9 de septiembre de 2014, lanzó su primer sencillo totalmente en inglés llamado «This Is Not A Love Song» con el nuevo rapero Duncan.
En enero de 2015, lanza al mercado el tema «Imaginándote» en colaboración con Reykon el cual pronto llega a las listas de popularidad como el Top Latin Songs - Colombia de Monitor Latino. En 2015, también colabora con Wisin y Carlos Vives en el tema «Nota de amor» el cual ha llegado a colocarse en el ranking de algunas listas de popularidad como Monitor Latino en Colombia. El 13 de agosto de 2015, colabora en el concierto de Carlos Vives titulado «Vives y sus amigos» de la gira Mas Corazón Profundo Tour en el Estadio El Campín de Bogotá ante más de 42 mil personal cantaron Nota de amor.

### 2016-2019: Rey delReggaetony el más escuchado

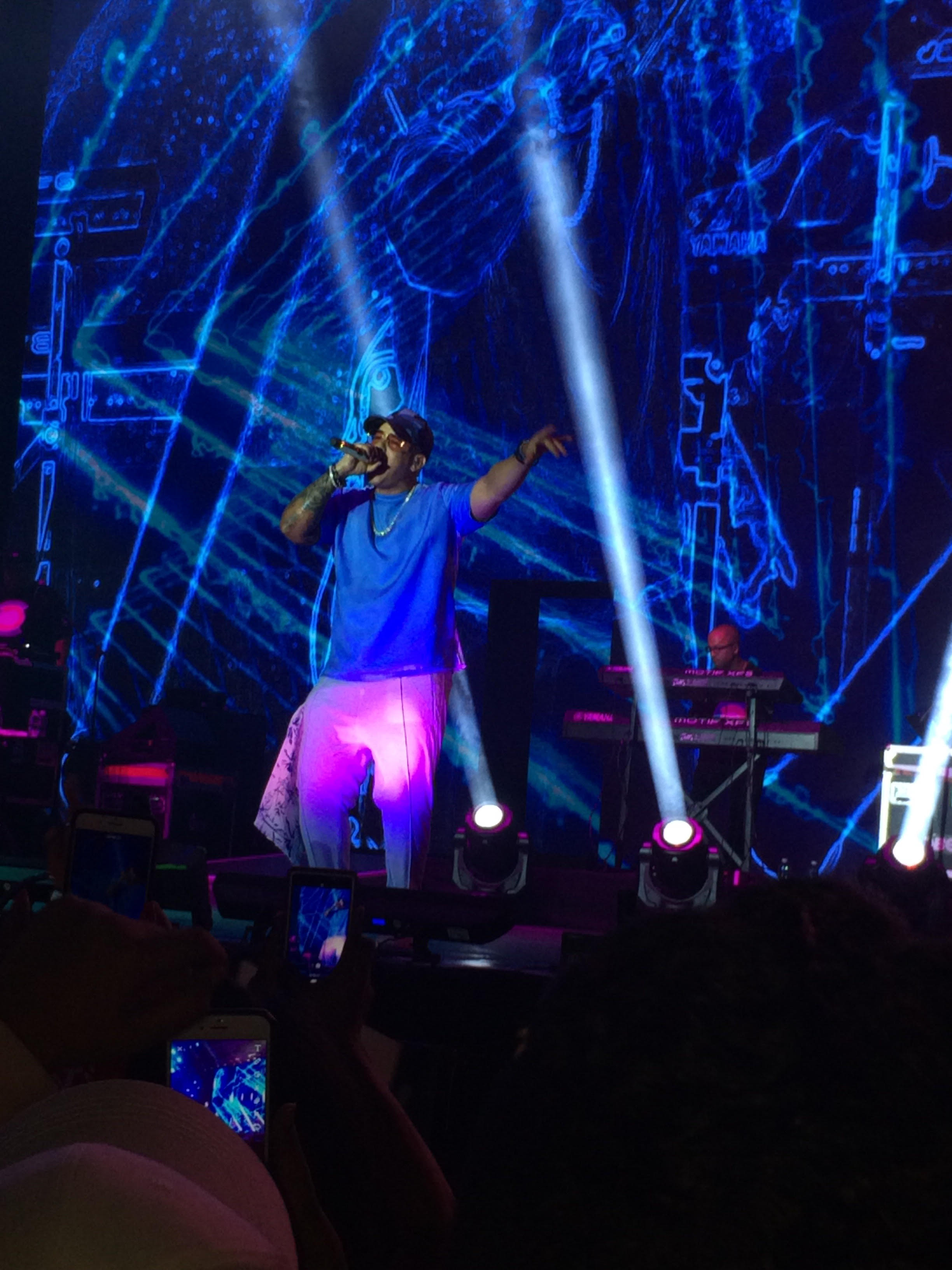
Daddy Yankee en un concierto en Honduras en 2019.

El 28 de abril de 2016, Daddy Yankee recibió el «Premio al líder de la industria» durante los Premios Billboard 2016.
Después de una pelea de una década con su rival Don Omar por el título de «Rey del reguetón», a principios de 2016 Daddy Yankee y Don Omar anunciaron en una conferencia de prensa de Billboard que actuarían juntos en el escenario en una serie de conciertos llamada The Kingdom World Tour. El anuncio de la gira dejó a muchos fanáticos incrédulos ya que se agotó en minutos en las principales ciudades como Las Vegas, Orlando, Los Ángeles, Nueva York. Los conciertos se estructuraron como un combate de box, donde los dos artistas intercambiaron rondas musicales y los fanáticos votaron por su ganador en cada ciudad a través de una aplicación diseñada para el evento. «Dos reyes, un trono», dijo el fundador de Pina Records, Rafael Pina, quien tenía una relación bien establecida con ambos artistas y a quien también se le ocurrió la idea del concepto de la gira. Hablando de la gira y su rivalidad con Daddy Yankee, Don Omar dijo: «Déjame aclarar. No soy su mejor amigo, y él no es mi mejor amigo, pero nos respetamos. Ese deseo de ser el mejor es lo que nos ha empujado a ser mejores».
En 2017, lanza la canción «Despacito» junto con Luis Fonsi dando un aire a su género (pop urbano). Esta canción habla de la química entre Daddy y Fonsi con Puerto Rico, el día 17 de abril lanzan el remix con el cantante canadiense Justin Bieber teniendo un éxito mundial. En febrero de 2019, el vídeo de «Despacito» se convierte en el más visto de toda la historia de YouTube. A octubre de 2019, cuenta con más de 7 mil millones de reproducciones.
En julio de 2017, Daddy Yankee se convirtió en el artista más escuchado del planeta en la plataforma Spotify. A principios de 2018, Daddy Yankee lanzó sus primeros sencillos de trap latino con la canción «Hielo», y en el sencillo «Vuelve» en el que colaboró con Bad Bunny. En agosto de 2018, Daddy Yankee colaboró con Janet Jackson en su regreso a la música en la canción «Made For Now». El 24 de enero de 2019; vuelve a conseguir el primer lugar con su sencillo «Con calma», una reinvención del éxito de los años 90 del rapero Snow «Informer». En mayo del mismo año vuelve a alcanzar el éxito participando en el remix del sencillo «Soltera» de Lunay.

### 2020-2023:DY2K20,Legendaddyy «La Meta»
En septiembre de 2020, lanzó el sencillo «Don Don» junto a Anuel AA y Kendo Kaponi, este pasó las 120 millones de reproducciones en YouTube. En diciembre de ese mismo año, Daddy, presentó vía YouTube DY2K20, una recopilación de sus presentaciones en Coliseo de Puerto Rico José Miguel Agrelot de la ciudad de San Juan entre el 5 y el 29 de diciembre de 2019, esta versión digital surgió como un regalo especial para sus aficionados. Estas transmisiones consiguieron 20 millones de sintonizaciones junto a una recaudación de 25 mil dólares para la fundación Feeding América.
El 22 de febrero de 2021, Daddy Yankee lanza el sencillo «Problema», un tema que ha sido muy controvertido, ya que destacó las carencias del estilo único y de la esencia del reguetón puro que tenía Yankee en sus temas de años anteriores. En julio del mismo año lanzó una colaboración junto a Myke Towers y Jhay Cortez titulada «Súbele el Volumen». A fines del mismo año se rumoró un supuesto retiro de DY, el cual no fue confirmado por el artista sin embargo este en sus redes sociales habló de una «última ronda por el mundo» para el año 2022.
Finalmente el 24 de marzo de 2022, tras anunciar su retiro, publicó su álbum de despedida Legendaddy. Este contó con diecinueve (19) canciones y colaboraciones con artistas como Sech, Myke Towers, Bad Bunny, Rauw Alejandro, Pitbull, Natti Natasha, entre otros. El álbum trajo consigo una gira mundial titulado La Última Vuelta World Tour, que comenzó en agosto del mismo año. A través de sus redes sociales, se anunció que su último concierto se realizará en el Coliseo de Puerto Rico. En abril de 2023 anúncio su gira de 5 conciertos en puerto rico programar del 30 de noviembre y del 1 2 y 3 de diciembre de 2023.
En mayo de 2023, se anunció como productor de la serie Neon que será realizada por Netflix. El 3 de diciembre de 2023 al final de su último concierto «La Meta» dio un tiempo para predicar la palabra de Dios y también convertirse al cristianismo, ese mismo año tuvo un cambio en su vida haber aceptado a Cristo en su corazón.

## Legado
Daddy Yankee ha sido apodado como el «rey del reguetón» por diferentes medios. Rachel Grace Almeida de Vice sintió que él allanó el camino con su música para amplificar y normalizar la identidad Latina «marginada»; también comentó que jugó un papel vital en «traer glamour al barrio y desafió la descripción de la pobreza hispana en esos vecindarios». Fue destacado por el canal de televisión CNN y la revista Time como uno de los hispanos más influyentes del mundo. Roy Trakin de Pollstar consideró que su colaboración con Luis Fonsi en «Despacito» ayudó a «convertir su nativo la música de Puerto Rico en un fenómeno global».
Su tercer álbum de estudio, Barrio fino (2004), llevó al reguetón a la corriente principal; su sencillo «Gasolina» «[alteró] el negocio, el sonido y la estética de la música latina», afirmó Billboard, «el género reactivaría las ventas de la música latina, marcaría el comienzo de un nuevo formato de radio en los Estados Unidos (Latin Rhythm Airplay) y establecería la base urbana responsable de muchos éxitos radiales latinos en la actualidad». Según Nestor Casonú, presidente de Kobalt Music Latin America, «Daddy Yankee y Gasolina desencadenaron la explosión de la música latina urbana en todo el mundo».
En 2006, un artículo de The New York Times lo consideró «El rey del reguetón» mientras comentaba sobre los ingresos por música de 2004, «un punto brillante para la industria musical fue la música latina: las ventas crecieron un 12 por ciento, según Nielsen SoundScan. Al menos algunos de ese éxito se debe al reggaetón y por extensión a él, su acto más vendido».
Varios artistas del género urbano lo han citado como inspiración, entre ellos: De La Ghetto, J Balvin, Nicky Jam, Arcangel, Ñengo Flow, Zion & Lennox,  Ozuna, Anuel AA,  Bad Bunny, J Alvarez, Alexio,  Lunay, Brytiago,  Miguelito Natti Natasha. Farruko, Wisin & Yandel, Plan B y Myke Towers. 

## Vida personal

### Familia
Tiene dos hermanos: Nomar y Melvin Ayala. Su madre se llama Rosa Rodríguez y su padre Ramón Ayala. En 1995, cuando tenía diecinueve años, se casó con Mireddys González, con quien tuvo tres hijos: Yamilette, Jeremy y Jesaeelys.
Durante su carrera, ha evitado tratar temas sobre su vida privada en entrevistas. Ha declarado que prefiere mantener el silencio porque considera a su familia un «tesoro». Sin embargo, en 2006, hizo una excepción cuando habló acerca de su relación con su esposa e hijos en una entrevista con María Celeste Arrarás en Al rojo vivo. Asimismo, describe como «muy cercana» la comunicación con sus hijos, y cuando puede les habla acerca de los peligros de las drogas. Su primera hija nació cuando tenía diecisiete años, y describió que fue confuso al principio tener un hijo a esa edad.
En diciembre de 2024, oficializó su divorcio con Mireddys González.

### Sellos discográficos
Comenzó su carrera bajo el sello Dream Team, pero tras problemas de dinero y diferencias se retiró. A partir de ese momento fundó su propia compañía El Cartel Produccions (no confundir con El Cartel Records, ya que esta comenzó en el 2004 y El Cartel Produccions en 1997), en la cual grabó varios discos, y se fusionó a Guatauba's Production de Manolo Guatauba, para la distribución de sus discos, pero tras tener problemas con este, creó su primera disquera Los Cangris Music Inc., junto a Nicky Jam, y su distribuidora fue Pina Records y VI Music. Al enemistarse Yankee & Nicky, la disolvieron y fue entonces cuando creó El Cartel Records.
El primer álbum notable con este sello fue Barrio fino, de 2004. Los álbumes que ha lanzado con esta discográfica son Barrio fino, también de 2004; Barrio fino en directo, de 2005; Más grande que tu, de 2006; El cartel: The Big Boss, de 2007; El heredero, de 2008; Talento de barrio, de 2008; Mundial, de 2010 y Prestige, de 2012. Por su parte, El Cartel Records ha colaborado con grandes de la música como: 50 Cent, Snoop Dogg, G-Unit, Pharrell Williams y muchos más.
También ha tenido distribuidoras para vender sus discos, estas fueron UMG, Interscope Records, Machete Music, VI Music, Pina Records, Sony Music, EMI y Capitol Records. Asimismo, ha hecho alianzas con disqueras como Interscope Records de Universal y Sony Music.

### Éxito
Después de cosechar una gran cantidad de éxitos y reconocimientos, se ha convertido en uno de los principales y más famosos artistas latinoamericanos del ámbito mundial y en el embajador y máximo exponente de su género, muchas veces considerado el modelo a seguir en cuestión musical por sus homólogos, y su mayor inspiración ha sido Michael Jackson. Se considera una persona humilde; prueba de esto es su comportamiento con los reporteros al estar siempre dispuesto a conceder una entrevista. Durante toda su carrera siempre se ha esforzado por ser el mejor ejemplo para los jóvenes, ha buscado sin falta, por medio de la música y los ritmos pegajosos, contagiar de alegría a las nuevas generaciones.

### Filantropía
En 2007, se convirtió en portavoz de la organización ambiental «Yo Limpio a Puerto Rico» fundada por Ignacio Barsottelli. Yo Limpio a Puerto Rico, PepsiCo y Walmart anunciaron un esfuerzo conjunto para promover el reciclaje en dicho país entre el público en general y las escuelas de la isla con la campaña «Tómatelo en Serio, Recicla por Puerto Rico», en el que se convirtió en el principal vocero. Esta campaña incorporó un concurso de reciclaje entre escuelas públicas y privadas de todo el país en las categorías de primaria, secundaria y preparatoria. El programa estableció dieciséis centros de reciclaje ubicados en las tiendas de Walmart y Sam's Club, donde los consumidores podían depositar artículos reciclables.[cita requerida]
Posteriormente, en 2017, donó un millón de dólares al Banco de Alimentos de Puerto Rico tras la devastación causada por el huracán María, dinero que proporcionó alimentos a aproximadamente nueve mil familias.
Por otro lado, presentó el medallón de Campeón de HR Derby a Pete Alonso tras ganar el MLB HR Derby el 8 de julio de 2019.

### Religión
En diciembre de 2023, durante su gira en el Coliseo de Puerto Rico, anunció que se había hecho cristiano y quería servir en la evangelización.En 2024 anunció que lanzará nueva música, pero ahora dentro del ámbito de la música cristiana.

## Negocios
A lo largo de toda su carrera ha estado involucrado en los negocios, desde vender sus propios casetes en las calles en 1993 hasta tener un tequila propio. Todo comenzó cuando salió su álbum Barrio Fino y su canción Gasolina explotaron y se convirtieron en todo un éxito, logrando captar la atención de marcas tan importantes como Reebok, Section 8, Azad Watch entre otras. Ha promocionado desde ropa, gorros y tenis hasta perfumes y auriculares; en 2005, lanzó las Tenis DY las cuales fueron un éxito. Más adelante, en 2011, se confirmó que El Cangri Music Inc. iba a tener su propia línea de relojes y también sus auriculares.

### GTA IV
En el videojuego Grand Theft Auto IV, prestó su voz para la emisora San Juan Sounds donde actuó como el disc jockey de la estación de radio que programa reguetón; también aparece la canción «Impacto».

### Musical para Celia Cruz
En 2006, se confirmó que iba a ser el productor ejecutivo de la obra musical de Broadway La vida & música de Celia Cruz, la cual fue en tributo a la cantautora Celia Cruz.

## Premios y reconocimientos
| Distinción | Año  |
| --- | ---- |
| Premio Lo Nuestro al artista del año.                                                                                         | 2006 |
| Ganador de la Antorcha de Oro y Plata y la Gaviota de Plata en el Festival Internacional de la Canción de Viña del Mar.       | 2006 |
| Premio MTV Latinoamérica al artista del año.                                                                                  | 2006 |
| Reconocido como uno de los 100 hispanos más influyentes del mundo por la revista People.                                      | 2006 |
| Una de las 100 personas más influyentes del mundo por la revista Time.                                                        | 2006 |
| Premio MTV Latinoamérica al mejor artista urbano.                                                                             | 2007 |
| Latino del año por la Universidad de Harvard.                                                                                 | 2008 |
| Uno de los hispanos más importantes e influyentes del mundo por la cadena de noticias CNN.                                    | 2009 |
| Honrado con el premio «Espíritu de la Esperanza» por la revista Billboard.                                                    | 2009 |
| Galardonado con el Premio Casandra Internacional por la Asociación de Cronistas de Arte de la República Dominicana.           | 2009 |
| Ganador de la Antorcha de Oro y Plata y la Gaviota de Plata en el Festival Internacional de la Canción de Viña del Mar.       | 2009 |
| Mejor cantante Urbano por la revista People.                                                                                  | 2009 |
| Ganador de la Antorcha de Oro y Plata y la Gaviota de Oro y Plata en el Festival Internacional de la Canción de Viña del Mar. | 2013 |

## Discografía
Álbumes de estudio
- 1995: No Mercy
- 2002: El Cangri.com
- 2004: Barrio Fino
- 2007: El Cartel: The Big Boss
- 2008: Talento de barrio
- 2010: Mundial
- 2012: Prestige
- 2022: Legendaddy
- 2024: Cristo te ama

Bandas sonoras
- 2008: Talento de barrio

Álbumes recopilatorios
- 2003: Los Homerun-Es
- 2006: Tormenta tropical, Vol.1
- 2013: King Daddy
- 2019: Con calma & mis grandes éxitos

Álbumes en vivo
- 2005: Ahora le toca al Cangri! Live
- 2005: Barrio fino en directo

Álbumes producidos
- 1997: El cartel: los intocables
- 2001: El cartel: los cangris

## Filmografía

### Cine y televisión
| Año  | Título                                | Personaje             | Nota                                                                                  |
| ---- | ------------------------------------- | --------------------- | ------------------------------------------------------------------------------------- |
| 2006 | Vampiros                              | Vampiro               | Primera aparición del artista en la industria del cine.                               |
| 2008 | Talento de barrio                     | Édgar Dinero          | El álbum de la banda sonora de la cinta fue certificado disco de platino por la RIAA. |
| 2007 | Cane                                  | Él mismo              | Debutó en el episodio «The Work Of A Business Man».                                   |
| 2010 | The Bold and the Beautiful            | Él mismo              | Fue parte de cinco episodios.                                                         |
| 2010 | Pleasant Ave                          | Hermano de un policía | Cameo.                                                                                |
| 2018 | Héctor el Father: Conocerás la verdad | Él mismo              | Se interpretó a sí mismo                                                              |

## Giras
- Barrio Fino World Tour, Who's Your Daddy (2005-2006)[133]
- The Big Boss Tour (2007-2008)[134]
- Talento de Barrio Tour (2009)
- Mundial Tour (2010-2011)
- European Tour (2012)
- Prestige World Tour (2013-2014)
- King Daddy Tour (2014-2015)
- The Kingdom Tour (con Don Omar) (2015-2016)[135]
- Tamo En Vivo Tour (2017)
- La Gira Dura (2018)
- Con Calma Tour (2019)
- La Última Vuelta World Tour (2022)[136]
- La Meta (2023)

## Radio
- Daddy Yankee on Fuego (2006-2007)[137][9]

## Libros
- "ReaDY! El Poder de Cambiar Tu Historia" (HarperCollins Ibérica, 2025)